# Caíque França Godoy
Caíque França Godoy (* 3. Juni 1995 in São Paulo), genannt Caíque, ist ein brasilianischer Fußballtorhüter.

## Karriere
Caíque erhielt seine sportliche Ausbildung beim SC Corinthians. Dort schaffte er auch 2014 den Sprung in den Profikader als Ersatztorwart. 2015 wurde er mit der Mannschaft nationaler Meister. Dabei saß er in der Série A 2015 lediglich zweimal auf der Bank. Am 19. Juni 2016 debütierte er beim 3:1-Heimsieg gegen Botafogo FR in der Série A. Beim Titelgewinn in der Série A 2017 dreimal zu Einsätzen. Nachdem er auch in den Folgejahren kaum Berücksichtigung gefunden hatte, wurde er im Dezember 2019 für die Spiele um die Staatsmeisterschaft von São Paulo 2020 an den Oeste FC ausgeliehen. Der Vertrag wurde bis zum Ende der Série B 2020 verlängert. Nachdem der Klub als Tabellenletzter in die Série C 2021 absteigen musste, kehrte Caíque zu Corinthians zurück.
Zur Saison 2022 wechselte Caíque zu AA Ponte Preta. Hier erhielt einen Vertrag bis Jahresende. Nach einer Verlängerung bis Jahresende 2023, ging Caíque zur Saison 2024 zu Sport Recife. Der Kontrakt erhielt eine Laufzeit bis Jahresende 2024. Bereits im März des Jahres wurde sein Vertrag bis Jahresende 2026 verlängert. Einen Monat später konnte er mit dem Klub den Gewinn der Staatsmeisterschaft von Pernambuco feiern. Zum Abschluss der Série B 2024 Ende November, belegte sein Klub den dritten Platz und qualifizierte sich damit für die Série A 2025. In der Liga hatte Caíque in 37 von 38 möglichen Spielen das Tor gehütet.

## Erfolge
Corinthians São Paulo
- Staatsmeisterschaft von São Paulo: 2017, 2018, 2019
- Brasilianischer Meister: 2015, 2017
- Copa São Paulo de Futebol Júnior: 2015
- Campeonato Brasileiro Sub-20: 2014

Ponte Preta
- Staatsmeisterschaft von São Paulo – Série A2: 2023

Sport Recife
- Staatsmeisterschaft von Pernambuco: 2024